# Circasianos estadounidenses
Los circasianos estadounidenses (en adigués: Америкэм ис Адыгэхэр, romanizado: Amerikəm yis Adıgəxər, en inglés: Circassian Americans) son estadounidenses de origen étnico circasiano. El término Circassian Americans puede referirse a los inmigrantes de etnia circasiana en Estados Unidos, así como a sus descendientes nacidos en este país. La mayoría tienen sus raíces en los circasianos de Siria y Turquía, pero también hay quienes descienden de circasianos de Jordania y otras zonas de la diáspora circasiana. Viven principalmente en el norte del estado de Nueva York, California y Nueva Jersey, y su número ronda los 25.000. También hay una comunidad circasiana en Canadá.

## Historia
Todos los circasianos de Estados Unidos comparten su ascendencia común en Circasia. Sin embargo, han existido diferentes oleadas migratorias procedentes de distintas regiones. Hay circasianos en Estados Unidos que proceden de circasianos turcos, mientras que otros proceden de circasianos jordanos o circasianos sirios. También los hay cuyos antepasados emigraron directamente a Estados Unidos tras el genocidio circasiano.

### Llegada de los circasianos de Oriente Medio a Estados Unidos
Antes de que terminara la Guerra Ruso-Circasiana en 1864, se inició una deportación masiva contra la población restante que sobrevivió al genocidio circasiano. Los cálculos, incluidos los que tienen en cuenta las propias cifras de los archivos del gobierno imperial ruso, han estimado una pérdida del 95-97% de la nación circasiana en el proceso. Los desplazados se asentaron principalmente en el Imperio Otomano.
Los circasianos que se exiliaron a tierras otomanas sufrieron inicialmente un duro tributo. Los archivos otomanos muestran la entrada a sus tierras de casi un millón de emigrantes procedentes del Cáucaso en 1879, de los que casi la mitad murieron en las costas a causa de enfermedades. Si los archivos otomanos son correctos, se trataría del mayor exilio del siglo XIX. Al principio, los circasianos fueron alojados en escuelas y mezquitas o tuvieron que vivir en cuevas hasta su reasentamiento. Las autoridades otomanas asignaron tierras para los colonos circasianos cerca de fuentes de agua regulares y campos de cereales. Numerosos murieron de camino a sus nuevos hogares a causa de enfermedades y malas condiciones. Por ello, muchos buscaron nuevos hogares.
Durante el periodo comprendido entre 1820 y 1920 se produjeron importantes oleadas de inmigración otomana a Estados Unidos. Unas 300.000 personas emigraron del Imperio Otomano a Estados Unidos, y parte de ellas eran circasianos. Muchos circasianos musulmanes, que habían sobrevivido al genocidio circasiano perpetrado por el Imperio ruso cristiano, al igual que otros musulmanes, temían no ser aceptados en un país cristiano y ser discriminados. Esto hizo que ocultaran su fe islámica (Taqiyya) y se hicieran pasar por cristianos en el puerto de entrada para acceder fácilmente a Estados Unidos; además, muchos se declararon «armenios» para evitar la discriminación.

### Llegada de los circasianos otomanos a los EE.UU.
Otros circasianos de Oriente Medio, como en Siria y Jordania, se sintieron motivados a perseguir el sueño americano del éxito económico. Los inmigrantes que regresaban tras ganar dinero en Estados Unidos inspiraron nuevas oleadas de inmigrantes. Muchos colonos también enviaron a buscar a sus familiares. Las comunidades circasianas jordanas y sirias en Estados Unidos crecieron aún más tras la Guerra de los Seis Días de 1967.